# Castel Sporo
Castel Sporo, detto anche Castel Sant'Anna o Castel Sporo-Rovina è un castello medioevale in rovina che si trova nel comune di Sporminore in provincia di Trento.

## Storia

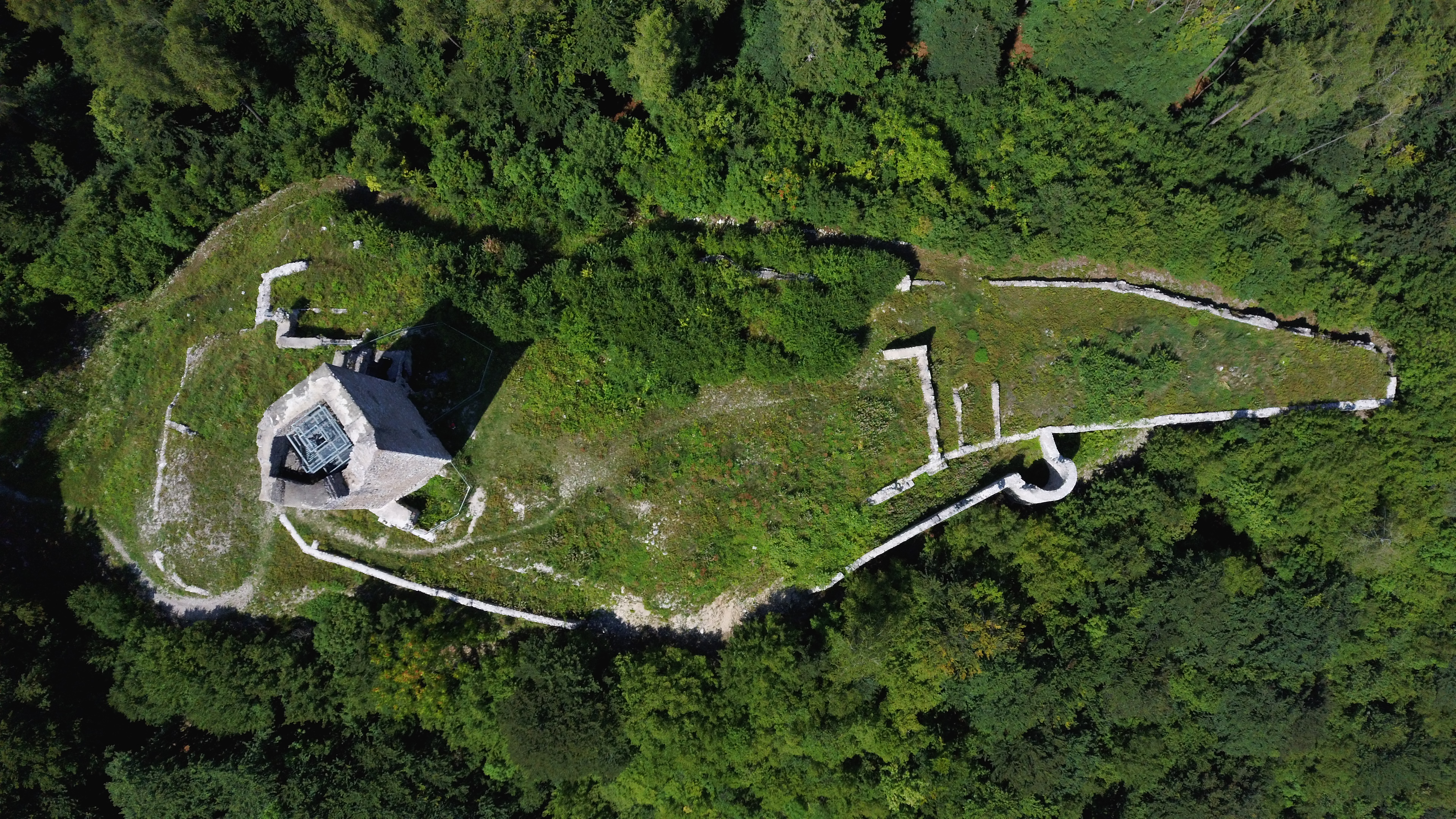
Vista aerea dei ruderi

Il castello era posto a guardia della strada detta "Imperiale", o "Traversara", poiché collegava il Burgraviato con le Giudicarie e il Basso Sarca, attraversando la valle dello Sporeggio.
Dal castello si poteva entrare in contatto visivo con Castel Belfort, la Torre della Visione, Castel San Pietro, Castel Thun e Castel Belasi.

### La famiglia di Sporo
Le prime notizie della famiglia Sporo risalgono al 1165: in un documento viene nominato Antonio di Sporo, che avrebbe partecipato al torneo di Zurigo. Nel 1190 la casa di Mamelino di Spur ('domus Mamelini de Spur') è citata assieme ai Tono, ai Rumo, ai Flavon e gli Ivano tra i fedeli del principe vescovo di Trento Corrado di Beseno che accompagnarono Enrico VI di Svevia a Roma per l'incoronazione. La presentazione di Olurandino di Sporo come 'miles de genere militum' dei Conti di Appiano (1231) ci permette di credere che la famiglia avesse giurisdizione sul castello a nome dei conti, i quali a loro volta la ottennero su concessione del principe vescovo. In quell'anno i vassalli nonesi del conte Udalrico d'Appiano furono ceduti al vescovo di Trento.
L'ascesa dell'imperatore Federico II innescò uno scontro tra conti del Tirolo e principe vescovo, all'epoca Aldrighetto Campo. Quest'ultimo fu privato del principato nel 1236 a causa di un'ingiunzione dell'imperatore, così Alberto III di Tirolo, approfittando della debolezza del prinicpato vescovile, si impossessò del castello. I successori di Alberto III, prima il genero Mainardo I di Tirolo-Gorizia (morto nel 1254) e infine Mainardo II, proseguirono la politica espansionistica dei Tirolo-Gorizia, strappando al principe vescovo Egnone il vicino Castello di Visione (1251).
La citazione più antica del castello risale al 1276, quando l'imperatore Rodolfo I d'Asburgo ordinò a Mainardo II, di restituire le proprietà usurpate al principe vescovo di Trento Enrico II, compreso il 'Castrum de Spur'. Tuttavia Mainardo II non restituì mai questi possedimenti e il castello rimase di proprietà dei conti tirolesi.
Gli ultimi membri della famiglia di Sporo di cui si ha notizia sono Svicherio, menzionato nel 1289 quale gastaldo de Sporo (che catturò presso Castel Mani il vescovo Enrico II) e infine Randolfo, capitano del castello nel 1304.

### Volcmaro di Burgstall e gli Spaur
Nel 1312 ne entrò in possesso Volcmaro di Burgstall come capitano della giurisdizione di Sporo. Dal nome del castello la sua famiglia prese il nome, tedeschizzato, Spaur. Anche lo stemma del leone rosso in campo d'argento (utilizzato in precedenza dalla famiglia Sporo che rinunciò ai suoi diritti sul castello in cambio di Castel Spauregg, a Parcines) fu in seguito assunto dai nuovi signori del castello.
Il nuovo capitano, grazie ai suoi rapporti con il conte del Tirolo Enrico di Carinzia, riuscì ad annettere alla sua giurisdizione anche Castel Visione e Castel Flavon (Contà)|Castel Flavon (1334), oltre ai territori di Nave San Rocco, Fai della Paganella (1338) e Zambana. Non si conoscono le ragioni per le quali nacque un dissidio con Ludovico V di Baviera, che anzi aveva aiutato nel combinare il matrimonio (al quale assistette) con Margherita di Tirolo-Gorizia. All'apice della sua fortuna nell'estate del 1342 fu assediato a Castel Sporo e in seguito catturato. Fu rinchiuso e trovò la morte nel forte di Strassberg nel 1343. Castel Sporo, Castel Flavon e la Rocchetta furono affidati a Corrado di Scena.
Nel 1346 ai figli Paolo, Baldassarre, Matteo e Giovanni (italianizzazione di Jesche o Jenzele) furono riconfermati i castelli e i giudizi di Flavon e Sporminore.
I figli di Baldassarre, Matteo e Pietro Spaur (1345-1424), ereditarono il castello. Quest'ultimo, personaggio molto potente all'epoca tanto da essere definito "il terrore della Valle di Non", appoggiò il principe vescovo Giorgio di Liechtenstein nello scontro tra principato vescovile e Contea del Tirolo, guidata da Federico IV d'Asburgo. Giunto a termine il Concilio di Costanza (1418), il rientro a Trento di Giorgio di Liechtenstein riaccese il conflitto con Federico IV, che era stato scomunicato l'anno precedente. La città parteggiava per il duca, così il principe vescovo fu costretto a rifugiarsi nel castello del suo alleato Pietro. Qui Giorgio di Liechtenstein trovò la morte nell'agosto del 1419, forse avvelenato proprio su ordine del proprietario del castello.
I figli di Pietro Spaur, Giorgio e Giovanni, dopo la morte del padre (1424), riuscirono a riappacificarsi con Federico IV d'Asburgo riottenendo le fortezze di Sporo, Castel Valer, Castel Flavon e la torre di Mezzocorona, oltre al titolo di gran coppiere del Tirolo.

### La guerra rustica (1525)
La guerra rustica scoppiò violenta anche nelle valli del Noce nel maggio del 1525. Qui però le motivazioni religiose (la Riforma protestante), così centrali in Germania, non furono alla base delle sollevazioni popolari, ma soltanto la miserevole condizione nella quale versavano i contadini.
I sudditi di Flavon, Castel Sporo e Castel Belfort presero le armi e assalirono i castelli, addirittura il vescovo Bernardo Clesio fuggì da Trento a Riva del Garda. 
L'arciduca Ferdinando I d'Asburgo il 6 giugno 1525 ordinò ai sudditi "del castello di Flavon e quello di Sporo [...] che tantosto lascino detti castelli con tutti quelli che vi stanziano, e li consegnino come feudi suoi agli Spaur". Tuttavia fu necessario l'intervento militare: l'arrivo a settembre presso Castel Belfort delle truppe unite del conte del Tirolo e del principe vescovo Bernardo Clesio, guidate dai comandanti Francesco Castellalto, Ludovico Lodron e Ulrico di Wittenbach, portò alla resa degli insorti.
Il 21 settembre Ludovico Lodron e Francesco Castellalto chiamarono a raccolta i sudditi a Sporminore  lessero la sentenza dell'arciduca. Eccetto i capi della rivolta, tutti gli uomini del comitato di Flavon e delle giurisdizioni di Sporo e Belfort doverono prestare giuramento di fedeltà al principe Ferdinando I d'Asburgo e ai dinasti dei tre castelli. Ai sudditi di questi ultimi fu privato il diritto di mandare i loro rappresentanti alle diete del Tirolo, restando obbligati ad eseguire gli ordini lì decisi, ma anche di consegnare entro il giorno successivo tutte le armi ai signori dei castelli. I sudditi di Sporminore furono condannati poi al pagamento di 500 fiorini. Nel castello inoltre fu lasciata una guarnigione di 25 uomini per evitare nuovi disordini.

### Il declino del castello
Nel 1643 Giorgio Federico barone di Spaur e Valer ordinò operazioni di rinnovo "in Castro Spauri in stubba superiori", testimonianza dunque dell'inizio del declino della struttura. Grazie agli urbari (dove erano registrati gli obblighi dei sudditi nei confronti dei conti) sappiamo che ancora nel 1727 il castello era abitato. Tuttavia nel 1736 Giovanni Battista Spaur pregò i conti consorti di concorrere alla spesa di riparazione di parte del maniero.
A partire dal XVIII secolo gli Spaur dunque preferirono ritirarsi nei palazzi di loro proprietà in paese: il 'castello' e i palazzi Spaur. Nel maggio del 1787 il conte Carlo infatti propose di demolire il castello ormai inabitabile, per mancanza d'acqua e per le condizioni delle strade. La sua proposta intendeva sostituire al castello i palazzi Spaur e trasferire a questi l'obbligo di mantenimento da parte dei sudditi, oltre a renderli la residenza centrale delle giurisdizioni di Sporminore, Flavon e Belfort.
Nel 2009 le rovine del castello sono state restaurate e rese accessibili al pubblico.

## Struttura
La struttura del maniero era abbastanza imponente. Era composto da un mastio pentagonale, di cui oggi rimangono solo i primi 14 metri, e una cerchia muraria con quattro torri che racchiudevano gli edifici residenziali e una cappella dedicata a Sant'Anna.

### Esplicative
1. ↑  Dal nome della cappella che sorgeva sul colle stesso dedicata a Sant'Anna

### Riferimenti
1. 1 2   Castel Sporo Rovina - Storia, su Castelli del Trentino. URL consultato il 23 agosto 2021.
2. ↑  G.M. Tabarelli, 1994, p. 179.
3. ↑  F. Degasperi, 2015, p. 88.
4. ↑  D. Reich, 1901, p. 20.
5. ↑  Codex Wangianus, p. 636.
6. 1 2 3  P. Micheli, 1977, p. 158.
7. ↑  D. Reich, 1901, p. 28.
8. ↑  D. Reich, 1901, p. 29.
9. ↑  G. Dal Rì & M. Rauzi, 2013, p. 236.
10. ↑  A. Gorfer, 1967, p. 626.
11. ↑  A. Gorfer, 1967, p. 627.
12. ↑  D. Reich, pp. 33-34.
13. ↑  A. Gorfer, 1967, p. 628.
14. ↑  D. Reich, 1901, p. 46.
15. ↑  P. Micheli, 1977, p. 160.
16. ↑  D. Reich, 1901, p. 112.
17. ↑  D. Reich, 1901, pp. 27-28 "è tradizione popolare che il nome di Rovina gli venga per castigo di Dio, che mandò in rovina il castello in punizione del veleno propinato [...] Il nome Rovina può derivare più verosimilmente dalla famiglia di Rubein (Rovina) alla quale apparteneva Volcmaro di Burgstall".
18. ↑  A.Gorfer, 1967, p. 630.
19. ↑  D. Reich, 1901, p. 193.
20. ↑  D. Reich, 1901, p. 194.
21. ↑  D. Reich, 1901, p. 195.
22. ↑  P. Micheli, 1977, p. 166.
23. ↑  D. Reich, 1901, pp. 195-196.
24. ↑  C. Ausserer, 1985, p. 234.
25. ↑  F. Bartolini, W. Belli & T. Rusconi, 2000, p. 123.
26. ↑  D. Reich, 1901, pp. 249-250.
27. ↑  D. Reich, 1901, p. 252.